# The Sheik
The Sheik és una pel·lícula muda produïda per la Famous Players-Lasky, i dirigida per George Melford, que va ser un dels grans èxits de l'any 1921 i que va suposar l'ascensió a l'estrellat de Rodolfo Valentino. Altres actors de la pel·lícula eren Agnes Ayres i Adolphe Menjou. La pel·lícula està basada en la novel·la homònima d'Edith Maude Hull i va ser adaptada per a la pantalla per Monte M. Katterjohn.

## Argument
En un oasi en el desert del Sàhara, el xeic Ahmed Ben Hassan presideix un mercat de matrimonis, en què els tributaris compren núvies. En un moment donat, s'assegura que el seu amic Yousef es pugui casar amb la seva xicota, Zilah. Ahmed i els seus homes després prenen algunes de les dones i se les enduen a Biskra. En aquest poble algerià coexisteixen les antigues tradicions amb la presència de turistes estrangers, com Lady Diana Mayo i el seu germà.
Lady Diana pensa fer un viatge d'un mes a través del desert acompanyada únicament per un guia àrab, Mustafà Ali, i els seus homes. En el darrer moment, ha refusat una proposta de matrimoni, ja que creu que casar-se significaria el final de la seva independència. Aleshores observa fascinada l'arribada d'Ahmed a la ciutat i pregunta per ell a un gendarme, que li diu que el xeic allotjarà amb els seus homes en el casino local i que aquell vespre els homes apostaran per aconseguir les núvies que porten amb ells. També s'assabenta que només els àrabs tenen dret a ser-hi, i que el xeic, educat a París, és un ric príncep tribal la paraula del qual és llei a Biskra. Intrigada, Diana compra el vestit d'una noia àrab ballarina, i disfressada s'asseu amb les altres dones que són al casino per saber el que succeirà. Passada una estona, un àrab la fa aixecar per tal que es mostri als homes, per ser la propera recompensa. Ahmed dedueix per la manera de moure’s que és una intrusa i la fa marxar. Aleshores, Mustafà Ali explica al xeic que aquella dona l'ha contractat per ser el seu guia l'endemà. Ahmed somriu. Aquella nit entra sigil·losament a la cambra de la noia mentre aquesta dorm i s'enduu les bales del revòlver.
L'endemà Diana s'acomiada del seu germà dient-li que el veurà a Londres el mes següent i s'aventura en el desert. Aleshores apareix el xeic amb els seus homes i malgrat que intenta escapar-se mentre dispara al xeic, és fàcilment capturada. Quan arriba a la haima d'Ahmed, té la intenció de seduir-la, però ordena al seu valet francès, Gaston, i a Zilah que en tinguin cura. Més tard se sent temptat a violar-la però en veure l'angoixa de Diana pel seu captiveri, s'ho repensa. Mana, però, en que porti roba tradicional àrab en comptes de la seva roba occidental.
Després d'una setmana allà, Diana s'assabenta que Ahmed serà visitat pel seu amic, el famós novel·lista francès Dr. Raoul de St. Hubert. Li explica que serà fora tres dies, ja que el vol anar a trobar i que mentrestant es relaxi i diverteixi i que per a això disposa del seu cavall i de la companyia de Gaston. Ella s'angoixa davant la perspectiva de que el visitant occidental, en veure-la allà, vestida a la manera àrab, suposarà que s'ha convertit en la concubina d'Ahmed. En veure la seva preocupació, Ahmed ordena a Gaston que torni la roba perquè la dugui quan arribi Raoul. Ella li agraeix molt i en un rapte de passió ell la besa però ella reacciona fredament. Enfadat per la repulsa de Diana, Ahmed marxa.
L'endemà, Gaston i ella passegen a cavall per desert i en un moment donat ella li demana que li culli unes flors. En descavalcar, Diana espanta la cavalcadura del valet i fuig al galop. Mentrestant Ahmed ha trobat a St Hubert i li explica com té Diana al campament. St. Hubert li retreu que sigui capaç d'actuar com un salvatge segrestant una noia blanca però ell li diu que quan un àrab veu una noia que vol la pren.

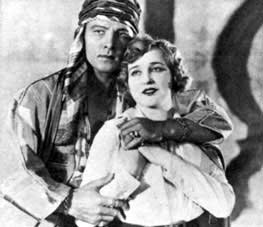
Rodolfo Valentino en el paper del Sheik Ahmed i Agnes Ayres en el de Lady Diana.

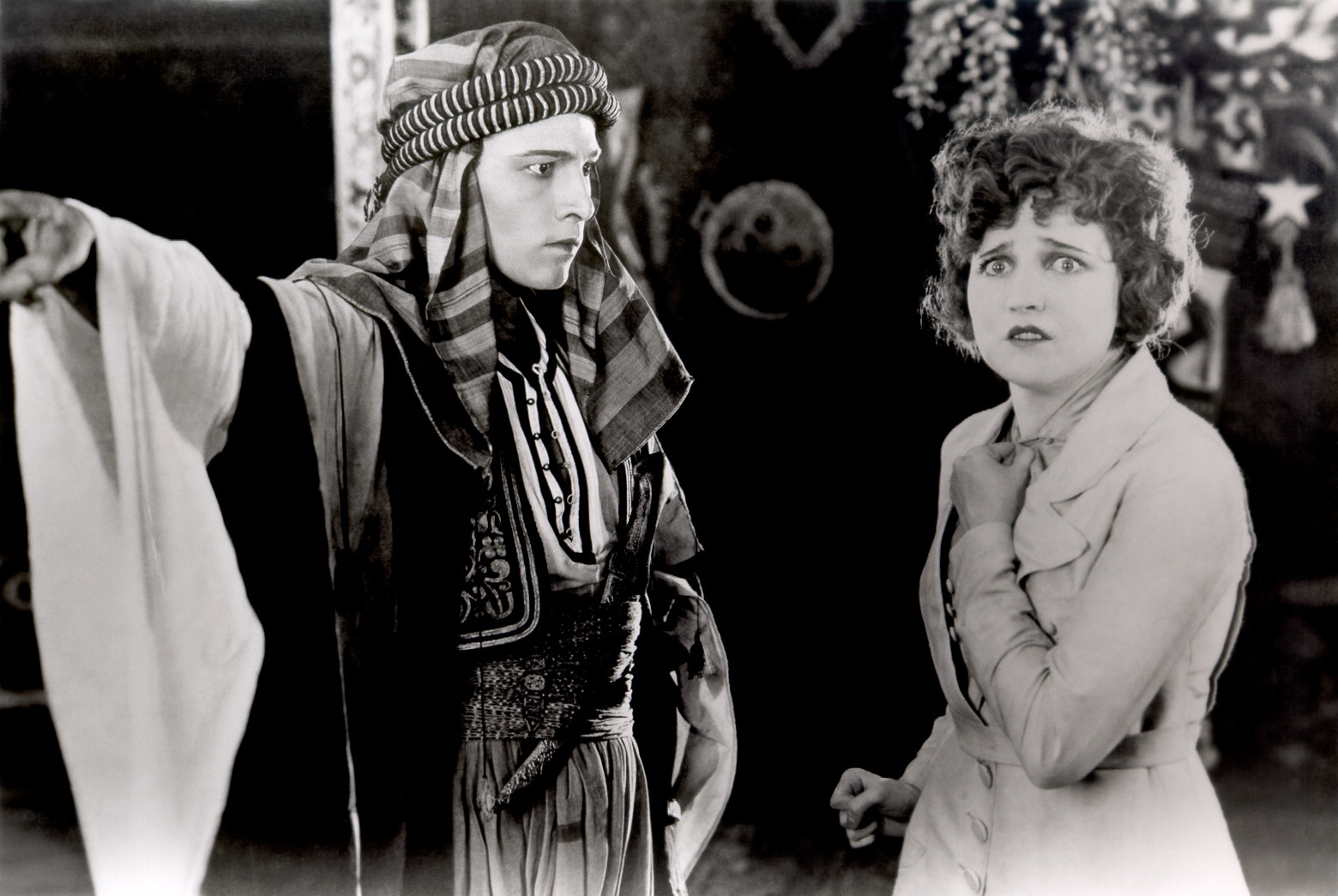
El Sheik ordena la seva captiva que l'obeeixi.

Poc després, la cursa de diana s'acaba quan cau del cavall. Caminant perduda troba una caravana que resulta ser d'Omair, el bandit. El seu cavall, mentrestant ha estat trobat i reconegut pel grup D'Ahmed i St Huber que es llencen a cercar la noia i arriben a la noia abans que Omair la prengui. Ahmed demana explicacions en veure que falta Gaston i ella li explica que s'ha escapat per la vergonya de ser exposada a un occidental.
Els dies han passat i el Dr. Raoul de St. Hubert i Diana es fan amics, cosa que en principi desperta la gelosia d'Ahmed però aleshores observa d'amagat que quan un home entra a la tenda sol·licitant els serveis urgents del metge, ella pensa angoixada que pot tractar-se d'Ahmed, cosa que l'omple d'alegria. Ell la deixa sortir a passejar de nou amb el cavall i fins i tot li dona un revòlver perquè es protegeixi, ja que sap que Omair ha enviat espies a interessar-se per ella.
Mentre ella passeja pel desert amb alguns homes. St Huber i Ahmed discuteixen pel destí de la noia, i al final Ahmed acaba declarant que l'estima molt i que per tant la deixarà marxar. Mentrestant, Diana que aturada en una duna ha escrit a la sorra que estima Ahmed, és sorpresa pels homes d'Omair que després de matar als acompanyants la capturen. Més tard, Ahmed troba l'escrit i els seus homes morts, menys Gaston que només està ferit i que li explica el succeït. Ahmed, agrupa els seus homes i ataca Omair.
Mentre Omair, tancat a la seva cambra intenta violar Diana, Ahmed aconsegueix obrir les portes de la ciutadella d'Omair i arriba a temps a la cambra del bandit. En la lluita Omair mor i Ahmed és malferit. De nou al campament, el xeic és atès per St. Huber el qual explica a Diana que de fet no és àrab sinó fill d'un anglès i una espanyola. Vint-i-cinc anys enrere, el vell xeic Ben Hassan l'havia trobat al desert amb els seus pares moribunds, abandonats pels seus guies i se l'havia afillat. Un cop arribat a la majoria d'edat l'havia enviat a educar-se a Paris però havia tornat a assumir el lideratge de la tribu un cop el seu padrastre havia mort. Ella prega perquè es pugui curar i declara que acceptaria canviar la seva vida per la d'ell. En aquell moment ell es desperta i tots dos declaren el seu amor.

## Repartiment
- Rodolfo Valentino (xeic Ahmed Ben Hassan)
- Agnes Ayres (Lady Diana Mayo)
- Ruth Miller (Zilah, una esclava)
- George Waggner (Yousef, amic d'Ahmed)
- Frank Butler (Sir Aubrey Mayo, germà de Diana)
- Charles Brinley (Mustafà Ali)
- Lucien Littlefield (Gaston)
- Adolphe Menjou (Raoul de Saint Hubert)
- Walter Long (Omair)
- Loretta Young (nena àrab, no acreditada)
- Polly Ann Young (nena àrab, no acreditada)

## Producció
La pel·lícula estava basada en el best-seller de Edith Maude Hull The Sheik (1919). La novel·la va ser considerada molt atrevida en el seu temps per la seva naturalesa sexualment provocativa, Tot i això la pel·lícula va suavitzar les escenes més escabroses i així va poder passar la censura. George Melford va assegurar que “hem treballat les escenes més fortes de la novel·la tan delicadament que penso que els censors seran els únics que quedaran decebuts”. Inicialment es va pensar en l'actor James Kirkwood per interpretar el paper d'Ahmed Ben Hassan. Part de les escenes es van grabar a Oxnard tot i que també s'ha apuntat Palm Springs (Califòrnia) com a lloc de rodatge.
La pel·lícula, que va tenir molt èxit, essent una de les que més va recaptar l'any 1921. Va influir en la cultura popular de moltes maneres, incloent la propagació de modes, danses i cançons inspirades en el món àrab, i consolidant la imatge de Rodolfo Valentino com un heroi sexualment perillós però també un cavaller.
El 1926, la United Artists va estrenar la seqüela de “The Sheik” titulada The Son of the Sheik protagonitzada de nou per Ayres i Valentino. Aquesta pel·lícula, en la que Valentino interpretava a la vegada els rols del xeic i del seu fill va ser la seva darrera. Poc després, el 23 d'agost de 1926 moria d'una peritonitis als 31 anys i milers de fans abarrotaven els carrers durant el seu funeral.